# Diplasiolejeunea pellucida
Diplasiolejeunea pellucida är en bladmossart som först beskrevs av C.F.W.Meissn. och Spreng., och fick sitt nu gällande namn av Victor Félix Schiffner. Diplasiolejeunea pellucida ingår i släktet Diplasiolejeunea och familjen Lejeuneaceae. Inga underarter finns listade i Catalogue of Life.